# Barthélemy d'Herbelot de Molainville
Barthélemy d'Herbelot de Molainville, né à Paris le 14 décembre 1625 et mort à Paris le 8 décembre 1695, est un orientaliste français.

## Biographie
Il fait ses études à l'université de Paris, où il se consacre à l'étude des langues orientales, puis le se rend en Italie pour se perfectionner en conversant avec les Orientaux qui fréquentent les ports maritimes. Il fait la connaissance de l'humaniste néerlandais Lucas Holstenius, de l'érudit grec Leone Allacci, ainsi que du voyageur Jean de Thévenot, connu pour le récit de ses voyages au Levant. De retour en France dix-huit mois plus tard, il est reçu par Nicolas Fouquet, qui lui octroie une pension de 1 500 livres. Lors de la chute de Fouquet en 1661, il est nommé secrétaire et interprète de langues orientales de Louis XIV.
Il retourne ensuite en Italie, où le grand-duc Ferdinand II de Médicis lui présente un grand nombre de manuscrits orientaux et tente de l'attacher à sa cour. D'Herbelot, cependant, est rappelé en France auprès de Colbert et reçoit du roi une pension équivalente à celle qu'il avait perdue. En 1692, il est nommé professeur au Collège de France, où il est titulaire de la chaire de syriaque.

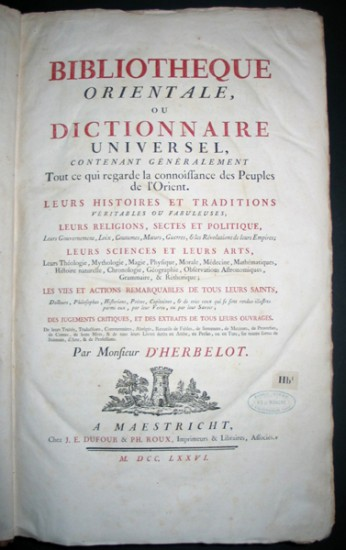
Page couverture de la Bibliothèque orientale de Barthélemy d'Herbelot, édition de Maestricht, 1776.

Son œuvre majeure est la Bibliothèque orientale, ou Dictionnaire universel contenant tout ce qui regarde la connoissance des peuples de l'Orient, qui l'occupa durant presque toute sa vie et qui fut complétée en 1697 par Antoine Galland. Herbelot puisa dans l'immense bibliographie arabe de Katip Çelebi, le Kashf al-Zunun, dont sa Bibliothèque est en grande partie une traduction abrégée, mais il y ajouta de nombreuses compilations de manuscrits turcs et arabes.
Herbelot est également l'auteur d'une Anthologie orientale et d'un Dictionnaire arabe, persan, turc et latin qui ne furent jamais publiés.

## Œuvres en ligne (sélection)
- Bibliothèque orientale sur Gallica, Paris, 1697

### Source
- (en) « Barthélemy d'Herbelot de Molainville », dans Encyclopædia Britannica [détail de l’édition], 1911 (lire sur Wikisource).